# 夜の笑待席
『夜の笑待席』（よるのしょうたいせき）は、1969年4月1日から同年9月30日まで日本テレビ系列局で放送されていた日本テレビ製作の演芸番組である。サントリーの一社提供。放送時間は毎週火曜 21:00 - 21:30 （日本標準時）。カラー放送。

## 概要
1968年に同じ時間帯で放送されていた『笑待席』を復活させた番組で、「芸能ベストコーナー」や「ユーモアルームコーナー」などのコーナーで構成されていた。収録も『笑待席』時代と同様に後楽園ホールで行われていた。

## 出演者

### 司会
- 七代目立川談志

### レギュラー
- 毒蝮三太夫
- 一龍斎貞鳳
- 左卜全